# The Heart of Doreon

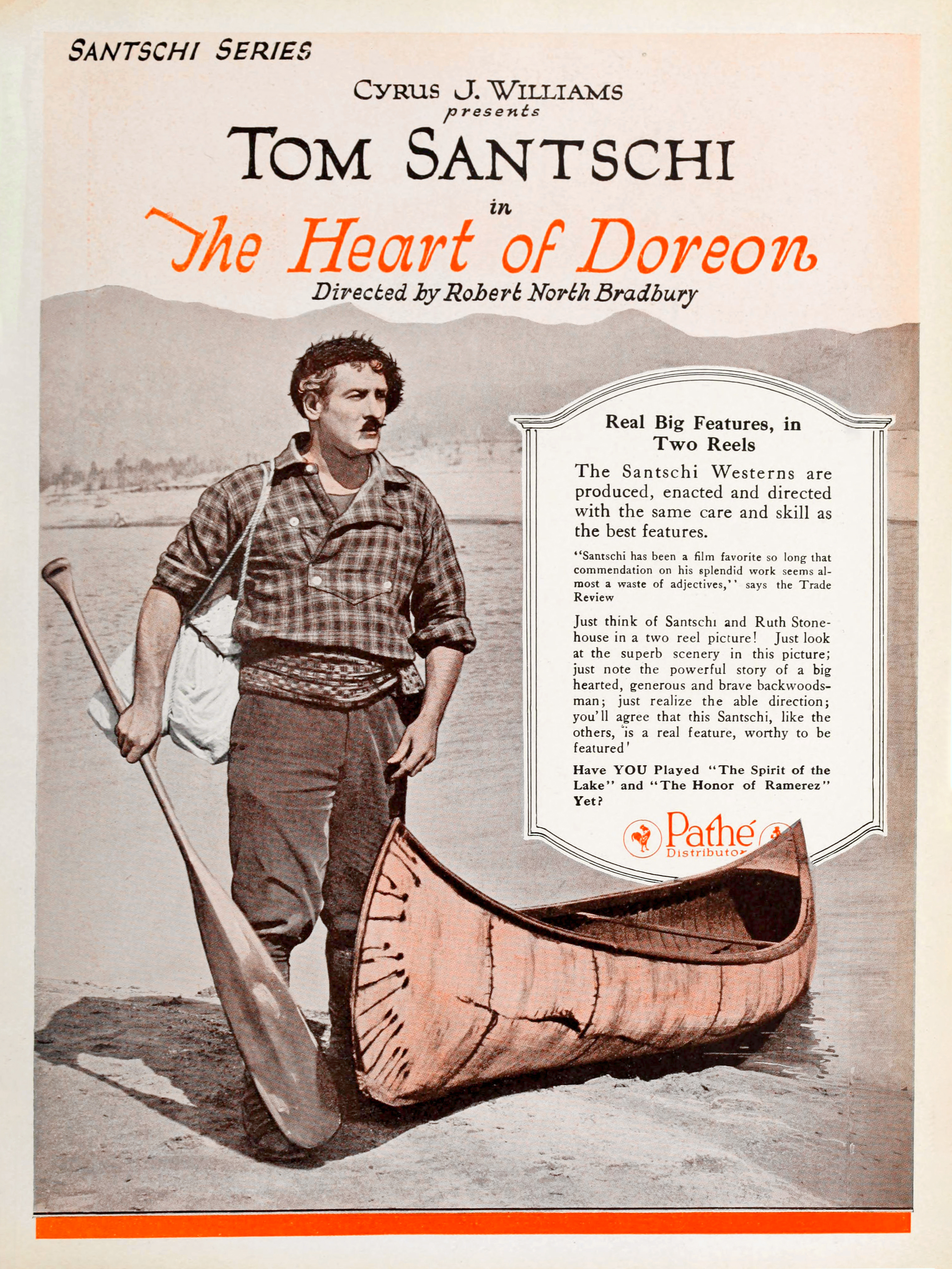
Article sur le film dans Motion Picture News.

The Heart of Doreon est un film américain, drame romantique et western, réalisé par Robert N. Bradbury et sorti en 1921. Il fait partie de la série de films « Santschi ».

## Synopsis
Doreon, un trappeur canadien français, est amoureux de Babette, mais elle est attirée par Blake, un mauvais garçon. Après une bagarre, Doreon croit à tort qu'il a tué Blake. Il apprend plus tard que Blake a survécu, mais qu'il est recherché pour meurtre. Doreon aide la Gendarmerie royale du Canada à capturer Blake, et Babette finit par tomber amoureuse de Doreon.

## Fiche technique
- Réalisation : Robert North Bradbury
- Scénario : d'après Hard to Catch de Robert Walker
- Producteur : Cyrus J. Williams
- Genre : Western[2], Drame romantique[3]
- Distributeur : Pathé Exchange
- Durée : 2 bobines
- Date de sortie : 
  - États-Unis : 13 novembre 1921

## Distribution
- Tom Santschi : Doreon
- Ruth Stonehouse : Babette
- Edward Hearn : Blake
- Jay Morley (en)

## Production
Les scènes extérieures ont été tournées dans les Monts San Jacinto